# Diecéze Pozzuoli
Diecéze Pozzuoli (latinsky Dioecesis Puteolana) je římskokatolická diecéze v Itálii, která je součástí neapolské církevní provincie, tvořící součást církevní oblasti Kampánie. Katedrálou je bazilika sv. Prokla v Pozzuoli. 

## Stručná historie
První zmínka o křesťanství v Pozzuoli se nachází ve Skutcích apoštolů: "Připluli jsme do Syrakus a zůstali tam tři dni.Odtamtud jsme pluli kolem pobřeží a dostali se do Regia. Na druhý den začal vát jižní vítr, a tak jsme za dva dny připluli do Puteol.Tam jsme nalezli bratry a dali se od nich přemluvit, abychom se u nich zdrželi sedm dní. A nakonec jsme přišli do Říma." (Skt 28,12-14) Pavel v doprovodu Lukáš přišel do Pozzuoli (Puteol) na jaře roku 61. Pozdní tradice mluví o prvním biskupu Patrobovi, který je doložen v Řím 16,14 a o jeho nástupci Celsovi, ale zřejmě nejde o reálné osoby. První biskup je doložen až ve 4. století. Původně byla diecéze možná sufragánní vůči arcidiecézi Capua, ale od konce 12. století je sufragánní vůči neapolské metropoli. Od roku 2021 je in persona episcopi spojena s diecézí Ischia. 